# Sitki (województwo mazowieckie)
Sitki – wieś w Polsce położona w województwie mazowieckim, w powiecie wołomińskim, w gminie Klembów. Ma status sołectwa.
W latach 1975–1998 miejscowość administracyjnie należała do województwa ostrołęckiego.
Wierni Kościoła rzymskokatolickiego należą do parafii św. Klemensa Papieża i Męczennika w Klembowie.

## Różne miejsca
- Plac Zabaw
- Boisko do Siatkówki
- 3 kapliczki
- Staw
- Las
- Przystanek autobusowy